# 李訢
李 訢（り きん、? - 477年）は、北魏の学者・政治家。字は元盛、小名は真奴。本貫は范陽郡。

## 経歴
李崇と孫氏（容城君）のあいだの子として生まれた。母の身分が低かったため、兄たちには軽んじられたが、父の李崇は顔相見の言を信じてかれを重んじた。李訢は都の平城に入り、中書学生となった。太武帝と面会して気に入られ、太武帝の母の兄の陽平王杜超の娘を妻に迎えた。崔浩が中書学生の中から優秀な者を助教に挙げるよう命じられると、崔浩は弟の子の崔箱子と盧度世・李敷（李順の子）の3人を推挙した。太武帝の意中には李訢があったため、崔箱子を却下して、李訢を取りあげた。李訢は中書助教博士となり、入朝して皇孫の拓跋濬に経書を講義した。
文成帝（拓跋濬）が即位すると、儀曹尚書に転じ、中秘書を兼ねた。扶風公の爵位を受け、安東将軍の号を加えられた。使持節・安南将軍・相州刺史として出向した。清廉な統治と明快な裁判で民衆の人気は高かった。学校を立てるよう上疏して、献文帝に聞き入れられた。
尚書の李敷が弾劾を受けると、李訢は危険を承知で李敷を弁護し、免官されて鞭刑と髠刑（剃髪の刑）を受け、雑役に配された。しばらくして太倉尚書として官に復帰し、摂南部事をつとめた。献文帝に重用されて、軍事や国事の議論に参与し、人材の選挙をつかさどって、権勢をふるった。
476年（承明元年）6月、献文帝が死去すると、李訢は司空となり、范陽公の爵位を受けた。7月、侍中・鎮南大将軍・開府儀同三司・徐州刺史に転じた。477年（太和元年）2月、文明太后の意を受けた范檦の誣告を受け、反乱の罪に問われて、処刑された。

## 子女
- 李邃（長男、侍御中散・東宮門大夫、散騎常侍・平東将軍、李訢に先だって死去した）
- 李令和（李訢とともに処刑された）
- 李令度（李訢とともに処刑された）

## 伝記資料
- 『魏書』巻46 列伝第34
- 『北史』巻27 列伝第15